# Приходько, Виктор Николаевич
Виктор Николаевич Приходько (укр. Віктор Миколайович Приходько; род. 17 марта 1957, Киев) — советский и украинский кинорежиссёр
, сценарист, кинопродюсер.
Виктор Приходько родился 17 марта 1957 года в Киеве. Окончил Киевский государственный институт театрального искусства им. И. Карпенко-Карого. Автор сценария и режиссёр фильма «Тихий ужас» (1989).
Президент телекомпании «ПРО-ТВ». С 2003 по 2005 год — генеральный директор Киевской киностудии художественных фильмов им. А. П. Довженко.
Член Национального Союза кинематографистов Украины.

## Фильмография

### Продюсер
- 2007 — Девять жизней Нестора Махно
- 2009 — Разлучница
- 2010 — Вчера закончилась война
- 2015 — Пёс